# Tinovul Mare Poiana Stampei
Tinovul Mare Poiana Stampei este o arie protejată (arie specială de conservare — SAC, sit de importanță comunitară — SCI) din România, desemnată în scopul protejării biodiversității și menținerii într-o stare de conservare favorabilă a florei spontane și faunei sălbatice, precum și a habitatelor naturale de interes comunitar aflate în arealul zonei de protecție. Aceasta se întinde pe o suprafață de 695,9 ha, integral pe uscat.

## Localizare
Centrul sitului Tinovul Mare Poiana Stampei este situat la coordonatele 47°17′19″N 25°05′31″E / 47.288694°N 25.091886°E, în județul Suceava, pe teritoriul administrativ al comunei Poiana Stampei.

## Înființare
Situl Tinovul Mare Poiana Stampei (ROSCI0247) a fost declarat sit de importanță comunitară în decembrie 2007 pentru a proteja 3 specii de plante și 6 specii de animale. Situl a fost protejat și ca arie specială de conservare în mai 2022. Acesta include rezervația naturală Tinovul Poiana Stampei (Zonă umedă de importanță internațională).

## Biodiversitate
Situată în ecoregiunea alpină, aria protejată conține 7 habitate naturale: Fânețe montane, Turbării active, Mlaștini oligotrofe degradate, capabile încă de regenerare naturală, Mlaștini împădurite, Păduri aluvionare cu Alnus glutinosa și Fraxinus excelsior (Alno-Padion, Alnion incanae, Salicion albae), Păduri acidofile de Picea de la nivel montan la nivel alpin (Vaccinio-Piceetea), Liziere de ierburi înalte hidrofile de câmpie și de nivel montan până la alpin.
La baza desemnării sitului se află mai multe specii protejate:
- plante (3): mușchi (Dicranum viride), o specie rară de mușchi (Drepanocladus vernicosus), curechi de munte (Ligularia sibirica)
- amfibieni (2): izvoraș-cu-burta-galbenă (Bombina variegata), salamandra carpatică (Triturus montandoni)
- mamifere (2): vidră de râu (Lutra lutra), urs brun (Ursus arctos)
- nevertebrate (2): Cordulegaster heros (calul-dracului), (Leucorrhinia pectoralis) (libelula cu fața albă)[5]

Pe lângă speciile protejate, pe teritoriul sitului au mai fost identificate 49 de specii de plante, 1 specie de amfibieni, 1 specie de mamifere, 13 specii de nevertebrate, 2 specii de pești, 1 specie de reptile.